# Kompozicija VI
Kompozicija VI je slika olje na platnu iz leta 1913 ruskega umetnika Vasilija Kandinskega, ki je zdaj v muzeju Ermitaž v Sankt Peterburgu.
Kot rezultat 24 študij je slikar potreboval osem mesecev, da je dokončal veliko sliko. Želel je prikazati potop, krst in temo uničenja in ponovnega rojstva. Njegova pomočnica Gabriele Münter – s katero sta imela poklicne in osebne odnose med letoma 1902 in 1916 – mu je svetovala, naj se osvobodi začetnega orisa in razmisli o nemški besedi 'Überflut' (poplava) in akustičnih občutkih, ki mu jih je navrgla. Kandinski je dokončal sliko v treh dneh po tem predlogu, pri čemer je cele tri dni intoniral besedo 'uberflut'.

## Opis
Velikanska Kompozicija VI je eno najpomembnejših del münchenskega obdobja. Slika je dolgo časa zaposlovala umetnika, ki je 8. marca 1913 svojemu prijatelju Franzu Marcu pisal: »Leto in pol sem nosil to sliko v sebi in pogosto sem moral misliti, da je ne bom nikoli dokončal«. Zapletena geneza, o kateri pričajo tudi številne skice in idejni projekti, je podrobno opisana tudi v članku, objavljenem leta 1913 v reviji Der Sturm. Izhodišče dela je bila slika Velike poplave na steklu iz prejšnjega leta, danes izgubljena. Toda če so tam še preživeli figurativni in pripovedni elementi, kot so živali, ljudje, rastline, strele in dež, se tukaj vsak spomin na mimiko izgubi v razdrobljenih oblikah, dolgih trakovih, črtah, temnih oblikah in barvah, zaradi česar je slika prvo abstraktno delo v strogem pomenu serije Kompozicije, v kateri se »prvotni motiv slike raztopi in preoblikuje v čisto slikovito, avtonomno in objektivno notranjost. Iz dveh glavnih središč slike – na levi je jedro, ki ga Kandinski definira kot »mehko, rožnato«, na desni pa »grobo, rdeče-modro, disonantno« jedro – se v središču pojavi tretje, ki »določa notranji zvok celotne slike«, kjer se zdi, da rožnata in bela barva lebdita na platnu.

## Razstava
Kompozicija VI je bil umetnikov glavni prispevek za Erster Deutscher Herbstsalon (Prvi nemški jesenski salon), ki ga je leta 1913 v Berlinu organiziral Herwarth Walden, poleg slikarjev, kot sta August Macke in Franz Marc.